# Parc national de Kouialnitskyi
Le parc national de Kouialnitskiy (en ukrainien : Національний природний парк «Куяльницький») est un parc national situé dans les oblast d'Odessa en Ukraine.
D'une taille de 10 809 hectares il est situé dans les raïons de Berziv et d'Odessa sur l'estuaire de la Kouialnyk de la Malyï Kouïalnyk.
Le parc a été créé en 1er janvier 2022 par décret présidentiel pour protéger la faune et la flore.